# Paolo Brera
Pour les articles homonymes, voir Brera (homonymie).
Paolo Alberto Brera, né le 16 septembre 1949 à Milan et mort le 21 février 2019 dans la même ville, est un romancier, poète, essayiste, traducteur et journaliste italien.

## Biographie
Paolo Brera est le troisième enfant de l'écrivain et journaliste Gianni Brera et de l'enseignante Rina Gramegna. Il poursuivit ses études au lycée scientifique et ensuite à l'université Bocconi à Milan, où il devient assistant-professeur en 1974-1978.
Marié avec Clelia Bertello (divorce en 1988), puis Rosetta Griglié (divorce en 1995), il en a deux enfants, Jalée (1985) et Lavinia Lys (1987). Depuis 2008, Brera partageait sa vie entre Nice et Milan.
De 1978 à 1981, il travaille près de la filiale italienne du groupe Total en tant qu'exportateur de produits pétrolier, poursuivant ses études économiques comme activité collatérale. De 1980 à 1986, il fait partie de la Commission économique nationale du Parti socialiste italien. À partir de 1986, son activité principale est le journalisme, et plus tard, la production littéraire.
Après avoir longtemps étudié les économies planifiées de l'URSS et de l'Europe orientale, devenant également membre de l'Association internationale des économistes de langue française, il s'adonne au journalisme et publie des articles dans Critica Sociale, ItaliaOggi et Il Secolo XIX. Il écrit également pour Labour Weekly, Faire, Exormissi, Die Neue Gesellschaft, Il Corriere della Sera, La Padania et plusieurs autres publications.
De 1998 à 2002, il est éditeur et rédacteur en chef du mensuel Brera, consacré au quartier milanais du même nom. La revue compte alors de nombreux collaborateurs célèbres, tels les critiques d'art Rossana Bossaglia et Vittoria Colpi, les écrivains Carlo Castellaneta, Giuseppe Pontiggia, Guido Vergani et le journaliste Giulio Signori.
Après l'an 2000, il publie surtout des romans policiers et donne des traductions depuis le français, l'anglais, le russe, l'espagnol et le polonais.

## Œuvres
- Denaro. Scritti di economia e letteratura, 1985
- Dagmar la terrestre, 1992
- Annuario economico del calcio italiano, 1995 (écrit en collaboration avec Alberto Scherillo]
- Aurore (poèmes), avec une préface de Leonardo Coen, 2002
- Emergenza fame. Il paradosso del mondo opulento, 2003 (dossier de Famiglia Cristiana)
- Miti seri ed inversi (poèmes), avec une préface de Vladimir Nabokov, 2004
- Gioanfucarlo (biographie de Gianni Brera), 2004 (écrite en collaboration avec Claudio Rinaldi)
- Il veleno degli altri, 2006
- Il denaro degli altri, 2006
- Due secoli di storia a Milano e non immediati dintorni, 2007
- Don Giovanni. Un progetto di Paolo Brera, avec des œuvres d'Honoré de Balzac, d'Alexandre Pouchkine, de José Zorrilla et de Gianni Brera, traductions par Paolo Brera, 2007
- La prigione degli altri, 2008
- La mobile. Racconti metropolitani, 2009 (écrit en collaboration avec Celeste Bruno)
- L'artificiere, 2009 (écrit en collaboration avec  Celeste Bruno)
- Il visconte[4], 2011 (écrit en collaboration avec Andrea Carlo Cappi)
- Eos. Sparare nel mucchio. Scritti di tuttologia applicata, 2011